# Adeline Moreau
Adeline Moreau est une comédienne française très active dans le doublage. Elle est la voix régulière de Tania Raymonde, Erin Chambers, Claire Foy, Katie McGrath et Alexandra Neldel et une des voix de Rachelle Lefèvre.

## Filmographie
- 2018 - 2019 : Plus belle la vie, saison 15 : Véra Salomon
- 2018 : Les Dents, pipi et au lit d'Emmanuel Gillibert
- 2016 : L'été mystérieux de Jules Herrmann : Geneviève
- 2016 : Le Bureau des légendes d'Eric Rochant, saison 2 : secrétaire de Duflot
- 2014 : On a failli être amies d'Anne Le Ny
- 2013 : L'Écume des jours, de Michel Gondry
- 2012 : Dans la cour, de Pierre Salvadori
- 2011 : Quand je serai petit, de Jean-Paul Rouve
- 2007 : Tony Zoreil, court-métrage de Valentin Potier
- 2004 : L'Abbaye du revoir, de Jérôme Anger
- 2004 : Julie Lescaut, épisode  Sans pardon : Stéphanie Dumont
- 2003 : À un cheveu près de Francis Perrin
- 2002 - 2003 : Madame le Proviseur,  saison 8, épisodes La Cicatrice et Mon meilleur ennemi, réalisés par Alain Bonnot

## Doublage

### Cinéma

#### Films
- Claire Foy dans (5 films) :
  - Breathe (2017) : Diana Blacker
  - Paranoïa (2018) : Sawyer Valentini
  - First Man : Le Premier Homme sur la Lune (2018) : Janet Shearon
  - Millénium : Ce qui ne me tue pas (2018) : Lisbeth Salander
  - La Vie extraordinaire de Louis Wain (2021) : Emily Richardson-Wain

- Amber Riley dans :
  - Glee, le concert 3D (2011) : Mercedes Jones
  - Pas si folle (2018) : Kallie

- Laura Berlin dans : 
  - Rouge rubis (2013) : Charlotte Montrose
  - Bleu saphir (2014) : Charlotte Montrose

- Hera Hilmar dans : 
  - Le Lieutenant ottoman (2017) : Lillian « Lillie » Rowe
  - Mortal Engines (2018) : Hester Shaw

- Eleanor Tomlinson dans :
  - Colette (2018) : Georgie Raoul-Duval
  - Love Wedding Repeat (2020) : Hayley

- 2002 : Swimfan : Madison Bell (Erika Christensen)
- 2003 : It's All About Love : Elena (Claire Danes)
- 2007 : Hairspray : Tracy Turnbald (Nikki Blonsky)
- 2007 : Dead Silence : Lisa Ashen (Laura Regan)
- 2008 : Au-delà de la voie ferrée : Amelia (Tania Raymonde)
- 2011 : Numéro 4 : Sarah (Dianna Agron)
- 2011 : Blue Crush 2 : Dana (Sasha Jackson)
- 2011 : Machine Gun : Mme Shields (Inga R. Wilson)
- 2011 : Below Zero : Penny / Paige (Kristin Booth)
- 2012 : Red Lights : Sarah Sidgwick (Madeleine Potter)
- 2013 : Texas Chainsaw 3D : Nikki (Tania Raymonde)
- 2013 : Le Loup de Wall Street : Teresa Petrillo (Cristin Milioti)
- 2013 : Gimme Shelter : Tina (Natalie Guerrero)
- 2014 : Blue Ruin : Amy (Amy Hargreaves)
- 2016 : Escapade fatale : Karen (Rachelle Lefèvre)
- 2017 : Killing Gunther : Lisa McCalla (Cobie Smulders)
- 2021 : Bartkowiak (en) : Dominika Sozoniuk (Zofia Domalik (pl))
- 2021 : Toi, lui, elle et nous (de) : Maria (Paula Kalenberg)
- 2022 : Un accord parfait (en) : Lola Alvarez (Victoria Justice)
- 2023 : Freestyle : Kira [Qui ?]
- 2023 : Le Remède à l'oubli : Maria Jolanta Wilczur (Maria Kowalska)
- 2023 : Bihter : A Forbidden Passion (tr) : Bihter (Farah Zeynep Abdullah (tr))
- 2024 : Presence : Cece (Julia Fox)

#### Films d'animation
- 2005 : Tenjhō Tenge: The Past Chapter : Aya Natsume
- 2011 : Rango : Fève
- 2021 : The Witcher : Le Cauchemar du Loup : Tetra Gilcrest

### Télévision

#### Téléfilms
- Alexandra Neldel[1] dans (15 téléfilms) : 
  - Présumé Coupable : Appel de détresse (2009) : Dr Ana Winter
  - La Catin (2010) :  Marie Schärer
  - Présumé Coupable : Souvenirs volés (2010) : Dr Ana Winter
  - La Belle et le boxeur (2010) : Anne Berger
  - Bollywood dans les Alpes (2011) : Franzi
  - La Belle et le pilote (2011) : Dr Maria Berker
  - La Châtelaine (2012) : Marie Adler
  - Le Testament de la catin (2012) : Marie Adler
  - Le Ministre (2013) : Viktoria von Donnersberg
  - La Femme interdite (2013) : Verena
  - Docteurs sans frontière (2014) : Dr Sophie Heimbach
  - Rosa : Wedding planneuse (2015) : Rosa Winter
  - Rosa : Nuages au-dessus du Cap (2015) : Rosa Winter
  - Rosa : En amour, engagée, interdit (2016) : Rosa Winter
  - Rosa : La seconde chance (2016) : Rosa Winter

- Jen Lilley (en) dans (11 téléfilms) :
  - La recette du grand amour (2017) : Nikki Turner
  - Un fiancé à louer pour Noël (2018) : Molly Hoffman
  - Une grossesse manipulée (2018) : Aubrey Lewis
  - Une romance sans fin (2019) : Amber
  - Un amour au poil (2019) : Hailey Goode
  - Embarquement pour Noël (2020) : Maddie Contino
  - Une New-Yorkaise à la montagne (2021) : Kate Daniels
  - Amour, star et beauté (2021) : Maggie Coleman
  - Un Prince en cadeau (2021) : Lindsay
  - Coup de foudre à l'auberge de Noël (2022) : Tracey Wise
  - Coup de foudre sur une valse de Noël (2023) : Emma

- Lindy Booth dans (5 téléfilms) :
  - Si Noël m'était conté (2013) : Cheri Jameson
  - La mélodie de Noël (2016) : Lizzie Moore
  - Le ranch de Noël (2017) : Sarah
  - Coup de foudre au ranch (2018) : Alex
  - Première neige, premier amour (2019) : Samantha

- Fiona Gubelmann dans (5 téléfilms) :
  - Pour l'amour de Rose (2016) : Rose Newell
  - Un ange aux deux visages (2016) : Theresa Malcolms
  - Mon mariage surprise (2017) : Genie Burns
  - Papa par intérim à Noël (2017) : April Stewart
  - Je vais épouser un prince (2018) : Sara Dimarco

- Leah Renee Cudmore (en) dans :
  - Noël sur glace (2016) : Claire
  - Coup de foudre pour le capitaine (2019) : Claire Richards

- Carmel Fisher dans :
  - Une famille à tout prix ! (2020) : Dr Sanders
  - Épiée dans ma maison (2021) : Kim

- 2006 : Lulu : Lulu (Jessica Schwarz)
- 2009 : Danse avec moi : Cyd Merriman (Brooke Nevin)
- 2010 : Le Pacte des sept grossesses : Rebeca Luengo (Marina Salas)
- 2010 : Dernier week-end entre amies : Joss Jenner (Gabrielle Anwar)
- 2010 : L'auberge hantée : Hanna von Hohenfels (Pauline Schläger)
- 2011 : Hannah Mangold & Lucy Palm : Lucy Palm (Britta Hammelstein (de))
- 2011 : Ma nounou brésilienne : Barbara Seibold (Simone Hanselmann)
- 2012 : L'autre femme : Natalie Kendall (Hilary Connell)
- 2012 : Le Tueur du campus : Suzanne (Katee Sackhoff)
- 2013 : Les Petites canailles à la rescousse : Miss Crabtree (Valerie Azlynn (en))
- 2013 : L'Heure du crime : Megan Welles (Sarah Power)
- 2013 : Jalousie maladive : Jodi Arias (Tania Raymonde)
- 2013 : Soirée filles : Chanel (Jaime Winstone)
- 2015 : Les Enfants du péché : Les Racines du mal : Melodie Marquet (Leah Gibson (en))
- 2015 : Les Dessous de Melrose Place : Laura Leighton (Chelsea Hobbs)
- 2016 : Un tueur sur le campus : Allie (Madison Junod)
- 2016 : Prisonnière d'une secte : Venus (Carly Schroeder)
- 2016 : Amish Witches : The True Story of Holmes County : Ruthie (Evangeline Young)
- 2017 : Le Mariage de ma meilleure amie : Tess Harper (Maggie Lawson)
- 2017 : Robert Durst a-t-il tué sa femme ? : Kathie (Katharine McPhee)
- 2018 : Cauchemar sous mon toit : Tess Harper (Camila Banus)
- 2018 : Le parfait village de Noël : Darcy (Caitlin Thompson)
- 2019 : Un Noël cinq étoiles : Natalie (Julia Baldwin)
- 2021 : Parents à perpétuité : Stella Wagner (Pauline Fusban)
- 2021 : La chance de nos vies : Wendy (Alys Crocker)
- 2022 : Il faut sauver la boutique de Noël : Charlie (Vanessa Lengies)

#### Séries télévisées
- Rachelle Lefèvre dans (6 séries) :
  - Off the Map : Urgences au bout du monde (2011) : Dr Ryan Clark (13 épisodes)
  - Under the Dome (2013-2015) : Julia Shumway (39 épisodes)
  - New York, unité spéciale (2017) : Nadine Lachere (saison 18, épisode 8)
  - Philip K. Dick's Electric Dreams (2017) : Katie (épisode 5)
  - Proven Innocent (en) (2019) : Madeline Scott (13 épisodes)
  - The Sounds (en) (2020) : Maggie Cabbott (mini-série)

- Erin Chambers dans (5 séries) :
  - Stargate Atlantis (2004) : Sora (saison 1)
  - Ghost Whisperer (2010) : Sherry (saison 5, épisode 18)
  - The Glades (2012) : Meghan Connor (saison 3, épisode 9)
  - Les Feux de l'amour (2013) : Melanie Daniels (19 épisodes)
  - Scandal (2013) : Mara (saison 3, épisodes 1 et 5)

- Tania Raymonde dans (5 séries) :
  - Lost : Les Disparus (2006) : Alexandra « Alex » Rousseau (1re voix, saison 2)
  - The Cleaner (2008) : Nika (saison 1, épisode 12)
  - Les Experts : Manhattan (2008) : Laura Roman (saison 5, épisode 5)
  - Bones (2009) : Lexi (saison 4, épisode 20)
  - 90210 Beverly Hills : Nouvelle Génération (2011-2012) : Sonia Reese (3 épisodes)

- Katie McGrath dans (5 séries) :
  - Merlin (2008-2012) : Fée Morgane (65 épisodes)
  - Dracula (2013-2014) : Lucy Westenra (10 épisodes)
  - Slasher (2016) : Sarah Bennett (saison 1)
  - Supergirl (2016-2021) : Lena Luthor (96 épisodes)
  - Le Continental : D'après l'Univers de John Wick (2023) : The Adjudicator (mini-série)

- Piper Perabo dans (5 séries) :
  - Covert Affairs (2010-2014) : Annie Walker (75 épisodes)
  - Notorious (2016) : Julia George (10 épisodes)
  - Charlie, monte le son (2019) : Sara (8 épisodes)
  - Yellowstone (2021-2024) : Summer Higgins (12 épisodes)
  - Grey's Anatomy (2025) : Jenna Gatlin (saison 21)

- Nikki DeLoach dans (4 séries) :
  - North Shore : Hôtel du Pacifique (2004-2005) : Mary Jeanne « M.J. » Bevans (21 épisodes)
  - Ringer (2012) : Shaylene Briggs (3 épisodes)
  - The Player (2015) : Monica Capello (épisode 4)
  - Grey's Anatomy (2015) : Charlotte (saison 12, épisode 8)

- Alexandra Neldel dans :
  - Le Destin de Lisa (2005-2007) : Elisabeth « Lisa » Pleinske (642 épisodes)
  - Vengeance en série (de) (2007) : Esther Nentwig (mini-série)
  - Présumé Coupable (2008-2010) : Dr Anna Winter (14 épisodes)

- Melissa Ordway dans :
  - Privileged (2008-2009) : Jordanna (8 épisodes)
  - Melrose Place : Nouvelle Génération (2010) : Morgan McKellan (3 épisodes)
  - 90210 Beverly Hills : Nouvelle Génération (2013) : Sydney Price (saison 5)

- Claire Holt dans :
  - Vampire Diaries (2011-2014) : Rebekah Mikaelson (38 épisodes)
  - The Originals (2013-2018) : Rebekah Mikaelson (37 épisodes)
  - Legacies (2021-2022) : Rebekah Mikaelson (saison 4, épisodes 5 et 15)

- Cristin Milioti dans :
  - The Mindy Project (2015-2016) : Whitney (5 épisodes)
  - Made for Love (2021-2022) : Hazel Green (16 épisodes)
  - The Penguin (2024) : Sofia Falcone (mini-série)

- Jenny Mollen dans :
  - Angel (2003-2004) : Nina Ash (3 épisodes)
  - Crash (2009) : Tess Nolan (7 épisodes)

- Brooke Nevin dans :
  - Les 4400 (2004-2006) : Nikki Hudson (8 épisodes)
  - Grey's Anatomy (2007) : Tricia Hale (saison 4, épisode 8)

- Emily Rose dans :
  - Brothers and Sisters (2007-2008) : Lena Branigan (10 épisodes)
  - Jericho (2008) : Trish Merrick (5 épisodes)

- Katharine McPhee dans :
  - Smash (2012-2013) : Karen Cartwright (32 épisodes)
  - Scorpion (2014-2018) : Paige Dineen (93 épisodes)

- Amber Skye Noyes dans :
  - Beauty and The Beast (2013-2014) : Tori Windsor (7 épisodes)
  - The Village (en) (2019) : Alanna (3 épisodes)

- Lindy Booth dans :
  - Flynn Carson et les Nouveaux Aventuriers (2014-2018) : Cassandra Cillian (42 épisodes)
  - Grey's Anatomy (2020) : Hadley (saison 16)

- Claire Foy dans :
  - The Crown (2016-2022) : Élisabeth II jeune (23 épisodes)
  - A Very British Scandal (en) (2021) : Margaret Campbell (mini-série)

- Hera Hilmar dans :
  - The Romanoffs (2018) : Ondine (épisode 8)
  - See (2019-2022) : Maghra (24 épisodes)

- Melissa Roxburgh dans :
  - Manifest (2018-2023) : Michaela Beth Stone (62 épisodes)
  - Tracker (2025) : Dory Shaw (saison 2, épisode 19)

- Zoe Boyle dans :
  - Quatre mariages et un enterrement (en) (2019) : Gemma (mini-série)
  - That Dirty Black Bag (en) (2022) : Michelle (8 épisodes)

- Leonie Benesch dans :
  - Le Tour du monde en 80 jours (2021) : Abigail « Fix » Fortescue
  - Abysses (2023) : Charlie Wagner (mini-série)

- 2002-2005 : Un, dos, tres : Marta Ramos (Dafne Fernández)
- 2009-2015 : Glee : Mercedes Jones (Amber Riley)
- 2013 : Sacrifice : Dagmar Burešová (Tatiana Pauhofová) (mini-série)
- 2013-2015 : Journal d'une ado hors norme : Izzy (Ciara Baxendale)
- 2016-2018 : 12 Monkeys : Hannah Jones (Brooke Williams) (18 épisodes)
- 2017 : Voice : Oh Soo-jin (Bae Jung-hwa) (saison 1, épisodes 2 et 3)
- 2017-2018 : Gone : Kit « Kick » Lannigan (Leven Rambin)
- 2017-2024 : Good Doctor : Lea Dilallo (Paige Spara) (114 épisodes)
- 2020-2021 : Stargirl : Anaya Bowin / le Fiddler (Hina X. Khan) (10 épisodes)
- 2021 : Batwoman : Tatiana (Leah Gibson (en)) (saison 2)
- 2021 : Wakefield : ? (?) (mini-série)
- 2022 : La Nuit où Laurier Gaudreault s'est réveillé : Mireille Larouche (Julie Le Breton) (mini-série)
- 2022-2025 : Andor : Vel Sartha (Faye Marsay) (15 épisodes)
- 2023 : La Reine Charlotte : Un chapitre Bridgerton : ? (?) (mini-série)
- 2023 : Une lueur d'espoir : Tess (Eleanor Tomlinson) (mini-série)
- 2023 : The Chef, la série : Kit (Missy Haysom) (mini-série)
- 2024 : Les Frères Sun : May / June (Alice Hewkin (en)) (6 épisodes)

#### Séries d'animation
- Alexander : Roxanne
- Blue Gender : Alicia Whistle
- Chobits : Yumi Ômura
- Cosmowarrior Zero : La Jeunesse d'Albator : Hell Maetel
- DNA² : Ami Kurimoto
- Dofus : Aux trésors de Kerubim : Ruby
- Enfer et paradis : Aya Natsume
- Fruits Basket : membre du fan-club #2
- Gate Keepers : Kaoru
- Gun Frontier : Ayame, Maya Yukikaze
- Hikaru no go : Hidaka
- Ikki Tousen : Hakufu Sonsaku (saison 1)
- Last Exile : Wina
- Love Hina : Mei Narusegawa
- Kiddy Grade : Viola (épisode 7)
- Mai-HiME : Shiho Munakata
- Midori Days : Shiori Tsukishima
- Monsieur est servi : Citron
- Shaman King (2001 et 2021) : Tamao Tamamura
- Zatchbell : Laurie (Shiori), Suzy
- 2024 : Rising Impact : Sfida Bonaire
- 2024 : Tomb Raider : La Légende de Lara Croft : Camilla Roth

### OAV
- Cosmowarrior Zero : La Jeunesse d'Albator : Hell Maetel
- DNA² : Ami Kurimoto
- Tenjō Tenge : Ultimate Fight : Aya Natsume
- La Légende de Crystania : Kirim
- Sol Bianca : May
- Space Symphony Maetel : Alina

### Jeux vidéo
- 2011 : Dragon Age 2 : Merrill
- 2011 : The Witcher 2 : Saskia
- 2012 : Dishonored : Cecilia
- 2012 : Mass Effect 3 : officier Samantha Traynor
- 2013 : Dishonored : La Lame de Dunwall : Abigail Ames
- 2014 : Alien: Isolation : Nina Taylor
- 2014 : Far Cry 4 : Anita
- 2014 : Infamous: Second Son : voix des annonces du DUP
- 2015 : Wolfenstein : The Old Blood : voix additionnelles
- 2017 : Tom Clancy's Ghost Recon Wildlands : Midas
- 2017 : Lego Marvel Super Heroes 2 : voix additionnelles
- 2017 : Star Wars Battlefront II : voix additionnelles
- 2018 : Assassin's Creed Odyssey : Alannah Ryan
- 2020 : Assassin's Creed Valhalla : voix additionnelles
- 2021 : Agatha Christie - Hercule Poirot : The First Cases : Angeline Van den Bosch
- 2023 : Atomic Heart : voix additionnelles
- 2023 : Star Wars Jedi: Survivor : voix additionnelles
- 2023 : Final Fantasy XVI : voix additionnelles
- 2023 : Starfield : Laylah
- 2025 : Assassin's Creed Shadows : ?

### Émission
- "Super Vétérinaire" sur Numéro 23